# 钟家村站 (陕西省)
钟家村站是位于陕西省渭南市蒲城县钟家村的一个铁路车站，邮政编码715512。车站建于1971年，为侯阎铁路和甘钟铁路（原西延铁路）交汇车站，现办理客货运业务，车站及其上下行区间均已电气化。车站距离新丰镇站50公里，隶属西安铁路局延安车务段，是三等站。